# Каршувек
Каршувек (пол. Karszówek) — село в Польщі, у гміні Стшелін Стшелінського повіту Нижньосілезького воєводства.
Населення — 177 осіб (2011).
У 1975-1998 роках село належало до Вроцлавського воєводства.

## Демографія
Демографічна структура станом на 31 березня 2011 року:
|          | Загалом | Допрацездатний вік | Працездатний вік | Постпрацездатний вік |
| -------- | ------- | ------------------ | ---------------- | -------------------- |
| Чоловіки | 83      | 14                 | 59               | 10                   |
| Жінки    | 94      | 17                 | 56               | 21                   |
| Разом    | 177     | 31                 | 115              | 31                   |